# Louis Bonnet
Louis Désiré Gustave Joseph Bonnet (Taintignies, 28 juni 1816 - Froyennes, 28 november 1897), ook genaamd Bonnet-Lécuyer, was een Belgische arts en senator.

## Levensloop
Bonnet was een zoon van de arts Louis-Joseph Bonnet en van Marie-Thérèse Merlin. Hij trouwde met Pauline Lécuyer.
Hij behaalde zijn doctoraat in de geneeskunde aan de ULB (1837) en vestigde zich als arts eerst in Taintignies, later in Froyennes.
Vanaf 1851 en tot in 1891 was hij gemeenteraadslid en schepen van Froyennes. Hij was ook provincieraadslid in Henegouwen (1866-1870).
In 1870 werd hij verkozen tot liberaal senator voor het arrondissement Doornik. Hij vervulde dit mandaat tot in oktober 1894.
Andere activiteiten van Bonnet waren:
- bestuurder van de Psychiatrisch inrichting in Froidmont (1867-1868),
- lid van het Inspectiecomité van de Psychiatrische inrichting in Froidmont (1869-1884),
- voorzitter van het Inspectiecomité van de Psychiatrische inrichting in Doornik (1885-1895),
- bestuurder van de Nijverheidsschool in Doornik.

Bonnet was lid van een vrijmetselaarsloge.